# Offshore-Finanzplatz

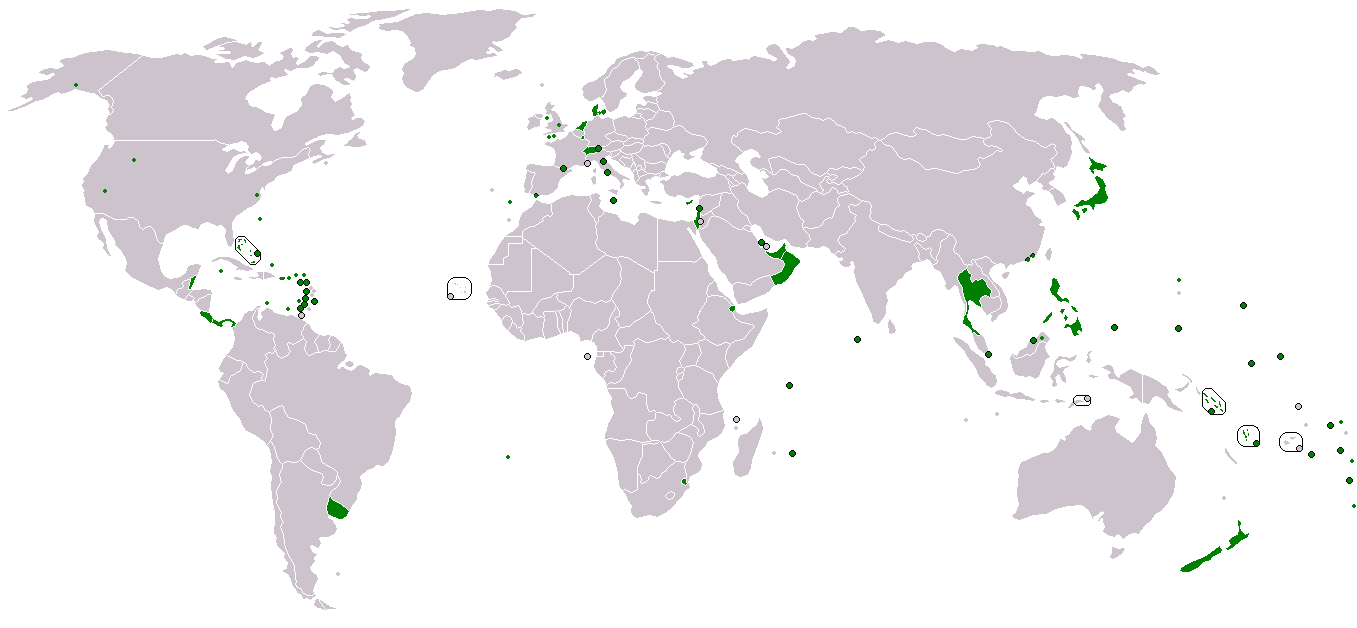
Offshore-Finanzplätze 2010 nach Angaben der OECD und des Tax Justice Network

Zumeist bezeichnet der Begriff Offshore-Finanzplatz (wörtlich küstenferner Finanzplatz, Finanzplatz jenseits der Küste) Standorte, die sich durch ein hohes Maß an Vertraulichkeit und Geheimhaltung (keine Weitergabe von Informationen über Finanztransaktionen und Eigentumsverhältnisse) und eine minimale Finanzmarktaufsicht und -regulierung auszeichnen. Sind außerdem die Steuern niedrig, handelt es sich gleichzeitig um eine Steueroase. Ansässige Banken und andere Finanzinstitutionen wickeln einen Großteil ihrer Geschäfte im Ausland ab, und die Transaktionen und Anlagesummen sind im Vergleich zum Umsatzvolumen der lokalen Realwirtschaft extrem groß.
Viele Offshore-Finanzplätze liegen auf kleinen Inseln. Zumeist handelt es sich um ehemalige britische Kolonien oder Dependenzen, woher ursprünglich auch die Bezeichnung stammt (übersetzt so viel wie jenseits der Küstenregion, d. h. in internationalen Gewässern liegend). Allerdings ist Offshore heute in diesem Zusammenhang nicht mehr geographisch, sondern vielmehr juristisch zu verstehen: Die Finanzplätze liegen außerhalb der üblichen Rechtsnormen.

## Wirtschaftsstruktur
Wichtige Standortfaktoren von Offshore-Zentren sind niedrige oder keine Steuern, ein geringes Maß an Regulierung, ein gutes Bankgeheimnis, ein relativ hoher Bildungsstand, wenig Korruption sowie hohe Rechtssicherheit und politische Stabilität.
Der Finanzsektor ist in Offshore-Finanzplätzen zumindest in der Außenwirkung der dominierende Faktor. Angesiedelt sind Banken, Versicherer (zum Beispiel Eigenversicherer) sowie Trusts oder Fonds zur Vermögensverwaltung. Auch werden dort von Onshore-Unternehmen Firmen gegründet, die Teile deren Geschäfts abwickeln, um beispielsweise Haftungsgefahren zu verringern, aber auch um kriminelle Aktivitäten zu verschleiern und Steuerzahlungen zu minimieren.
Weiter gibt es Privatpersonen, die in Offshore-Finanzplätzen Vermögen verwalten, meistens mit dem Ziel, die höheren Steuersätze in ihren Heimatländern zu umgehen. Die Rechtssicherheit und Stabilität der Standorte ist im Vergleich zu vielen Schwellen- und Entwicklungsländern hoch, was dazu führt, dass wohlhabende Privatpersonen und Firmen ihre Finanzen häufig hier verwalten.
Etwa sechs bis acht Prozent des weltweiten Vermögens werden nach Schätzungen der OECD in Offshore-Standorten verwaltet.
Die wirtschaftliche Struktur der verschiedenen Standorte unterscheidet sich allerdings sehr stark. Während beispielsweise Vanuatu dem Klischee einer Steueroase mit einem hohen Anteil an Briefkastenfirmen (siehe auch Briefkastenbank) und wenigen materiell dort stattfindenden Geschäftsaktivitäten entspricht, sind Standorte wie Luxemburg (nach der Schweiz eines der größeren Zentren von Privatbanken in Europa) oder die Bermudas (besonders im Bereich Rückversicherungen aktiv) inzwischen komplexe Standorte, die in ihren Märkten wichtige Cluster gebildet haben.
Ein wenig beachteter Bereich der Geschäftsaktivitäten in Offshore-Standorten ist die Registrierung von Schiffen (Panama, Bahamas) und Flugzeugen (Bermuda, Cayman Islands). Bei Schiffen spielt vor allem die Umgehung von arbeitsrechtlichen Vorschriften eine Rolle. Flugzeuge werden in Offshore-Standorten registriert, wenn Flugunternehmen aus Entwicklungs- oder Schwellenländern neutralen Boden brauchen, um mit Banken aus Industrieländern in der Finanzierung zusammenzuarbeiten.

## Problematik von Offshore-Finanzplätzen
Befürworter von Offshore-Finanzplätzen betonen ihre wichtige Rolle im internationalen Währungssystem, in dem sie durch ihre liberalen Gesetze die Entwicklung besonderer Instrumente beispielsweise zum Risikomanagement erlauben. Auch seien sie wichtig als Regulatoren, die verhinderten, dass Regierungen die Steuern zu weit anheben könnten.
Kritisiert werden Offshore-Finanzplätze vor allem als Steueroasen, die in Kombination mit ihrem rigiden Bankgeheimnis die Steuerhinterziehung in anderen Ländern begünstigen. Die NGO Tax Justice Network schätzt die durch Offshore-Finanzplätze verlorenen Steuereinnahmen auf weltweit etwa 255 Mrd. US$ pro Jahr. Die Steuereinnahmen, die den USA auf diese Weise verloren gehen, werden auf etwa 70 Mrd. US$ geschätzt.
Problematisch ist die fehlende Transparenz aber auch im Zusammenhang mit Geldwäscheaktivitäten, die hierdurch gefördert werden. Jährlich werden nach einer Schätzung des IWF weltweit zwischen zwei und fünf Prozent des BSP gewaschen.
Zusätzlich sind die Finanzplätze aufgrund ihrer schlechten Finanzaufsicht in der Kritik, da sie nach Meinung vieler Experten die Stabilität des Finanzmarktes gefährden. Als bekannte Beispiele können hier die Pleiten der Meridian International Bank im Jahr 1995 oder der Zusammenbruch der Bank of Credit and Commerce International (BCCI) gelten. Auch wird Offshore-Finanzplätzen eine wichtige Rolle in der Entstehung der verschiedenen Währungskrisen der 1990er Jahre zugeschrieben.
Auch in anderen Skandalen wie beispielsweise den Krisen von Parmalat, Tyco oder Enron spielten Offshore-Finanzplätze, von denen aus Bilanzen manipuliert wurden, eine Rolle.

## Deutsches Vermögen in Offshore-Finanzplätzen
In einer 2017 veröffentlichten Studie wurde für weltweit 37 Länder der Anteil des Vermögens der Haushalte untersucht, der sich auf Offshore-Konten befand. Für Deutschland entsprach dies etwa 15 % des BIP (weltweiter Durchschnitt ca. 10 %).

## Staatliche Initiativen
Als Reaktion auf die verschiedenen Probleme von Offshore-Finanzplätzen wurden durch die OECD Ende der 90er drei Initiativen ins Leben gerufen:
- das Financial Stability Forum (FSF), das sich vor allem mit den Gefahren der Finanzplätze für die Stabilität des Weltfinanzsystems auseinandersetzt
- die Financial Action Task Force on Money Laundering (FATF), die versucht, Geldwäsche in den Standorten zu unterbinden (seit 2001 auch zunehmend die Finanzierung von terroristischen Organisationen)
- die harmful tax initiative, die sich mit den negativen Folgen der Steuerflucht und Möglichkeiten der Kooperation zwischen Industriestaaten und Offshore-Finanzplätzen beschäftigt.

Das Financial Stability Forum hat in einem Bericht aus dem Jahr 2000 42 Offshore-Finanzplätze in drei Kategorien unterschieden:
- I.: Plätze, die relativ zu ihrer Größe eine gute Infrastruktur und eine solide Gesetzgebung haben sowie relativ gut mit internationalen Institutionen zusammenarbeiten. Hierzu zählten:

Hongkong, Luxemburg, die Schweiz und Singapur. Zumindest in die Nähe dieser Standards kommen allerdings auch Guernsey, Isle of Man, Jersey und die Republik Irland.
- II.: Zwar ist das Niveau der gesetzlichen Regelungen dieser Kategorie höher als in der dritten Gruppe, sie werden allerdings trotzdem als problematischer charakterisiert als die Länder der ersten Gruppe. Zu diesen Ländern zählen:

Andorra, Bahrain, Barbados, Bermuda, Gibraltar, Labuan (Malaysia), Macau, Malta und Monaco.
- III.: Die Infrastruktur, die gesetzlichen Regelungen und die Zusammenarbeit mit internationalen Institutionen ist in dieser Gruppe am geringsten ausgeprägt. Zu dieser Gruppe gehören:

Anguilla, Antigua und Barbuda, Aruba, die Bahamas, Belize, Britische Jungferninseln, die Cookinseln, Costa Rica, die Kaimaninseln, Libanon, Liechtenstein, die Marshallinseln, Mauritius, Nauru, die Niederländischen Antillen, Niue, Panama, St. Kitts und Nevis, St. Lucia, St. Vincent und die Grenadinen, Samoa, die Seychellen, die Turks- und Caicosinseln, Vanuatu und die Republik Zypern.
Auch die FATF veröffentlichte eine Liste von Ländern, die aus Perspektive der Organisation nicht kooperativ im Bereich des Kampfes gegen Geldwäsche waren. Insgesamt wurden 23 Länder als problematisch identifiziert:
Ägypten, Bahamas, Cookinseln, Dominica, Grenada, Guatemala, Indonesien, Israel, Kaimaninseln, Libanon, Liechtenstein, Marshallinseln, Myanmar, Nauru, Nigeria, Niue, Panama, Philippinen, Russland, St. Kitts und Nevis, St. Vincent und die Grenadinen, die Ukraine und Ungarn (blaue Schrift: Länder, die nicht in der Liste des FSF vorkommen).
Auf diesen Listen genannte Länder wurden besonderen Regelungen unterworfen. Häufig waren zum Beispiel Geschäfte mit Banken in OECD-Ländern nicht mehr erlaubt. Die Listen werden heute als Erfolg gesehen: das FSF zog seine Liste im Jahr 2005 zurück; die FATF entfernte am 13. Oktober 2006 Myanmar als letztes Land von seiner Liste.
Die Offshore-Zentren reagierten auf die neue Politik allerdings nicht nur mit besseren Regulierungen. Einige Länder sahen die Kosten für die Anpassung ihrer Systeme als zu hoch an und zogen sich aus dem Geschäft des Offshore-Banking zurück. Dies waren Nauru, Niue und Tonga. Andere Länder erlitten nennenswerte Verluste durch die Einführung neuer Regulierungsmechanismen. Nachdem Vanuatu Banken verpflichtet hatte, mindestens einen Vollzeitarbeitsplatz anzubieten, sank die Zahl der Banken von 35 auf 7.
Informationen zur harmful tax initiative: siehe Steueroase.

## Nichtstaatliche Initiativen
Neben Versuchen von staatlicher Seite gibt es auch von Seiten verschiedener NGOs Initiativen mit dem Ziel, Offshore-Standorte effektiver zu regulieren. Zu nennen ist hier insbesondere das Tax Justice Network, das sich ausschließlich mit Steuerflucht beschäftigt. Auch Oxfam engagiert sich im Bereich Steuerflucht. In Deutschland prominent ist Attac. Auch hier steht die Beschäftigung mit Steuerflucht im Mittelpunkt.
Im sogenannten Offshore-Leaks berichteten im April 2013 international Medien von einem Datensatz mit 130.000 Namen von Personen, die ihr Vermögen in Steueroasen angelegt haben sollen. Im April 2016 wurden von mehreren internationalen Medien zahlreiche Namen aus den Panama Papers des panamaischen Offshore-Dienstleisters Mossack Fonseca, der bei der Gründung von über 214.000 Briefkastenfirmen in 21 Steueroasen mitgewirkt hat, öffentlich bekannt gemacht.

### Staatliche Initiativen
- Financial Action Task Force
- Financial Stability Forum
- OECD - Harmful Tax Practices

### Nichtstaatliche Organisationen
- Tax Justice Network
- Attac
- Finance Watch
- Weed - World Economy, Ecology & Development
- Global Finance Integrity